# 蒸汽男孩
《蒸氣男孩》是日本漫畫家及動畫導演大友克洋執導的動畫片，也是大友克洋在《阿基拉》之後第2部主要的作品，於2004年7月在日本上映。

## 背景
《蒸氣男孩》創作歷時長達9年，由東寶公司出品，製作費高達24億日圓，是日本史上歷時最久、製作費最高的動畫片之一。總共繪製出18萬張的繪圖，更包含400個3D段落。
早在1994年，大友克洋的短篇作品《MEMORIES》完成前，《蒸氣男孩》便已有初步的雛型，但由於CG製作的高成本，一直到2000年得到資金挹注，才正式開工製作。
獲選為2004年第八屆日本新媒體動漫藝術節動畫部門推薦的作品，並被選為該年威尼斯電影節的閉幕電影。

## 劇情摘要
故事發生在19世紀1863年－1866年工業革命時期的英國曼徹斯特和倫敦。

### 電影劇情簡介
在倫敦世界博覽會舉辦前夕，住在工業城曼徹斯特的天才科學少年“雷”無意中得到了一種叫「蒸氣球」的神秘發明，歐哈拉集團妄圖奪走「蒸氣球」，在此過程中“雷”與富家女“史嘉蕾”在世博會的會場，展開了一場圍繞科技力量的冒險。

### 漫畫版
電影前傳故事，在闡述主人公“雷”對科學的價值觀，他相信科學的發展，將會引導人類的文明往一個好的方向前進。在故事中，他和兒時的朋友艾瑪，與保羅·麥格雷戈以及一位報紙記者，一起參加各種冒險活動，如蒸汽汽車比賽等。

## 主要角色
詹姆斯·雷·史提姆（James Ray Steam、ジェームス・レイ・スチム，聲：鈴木杏；台灣：陶敏嫻）
一位熱愛發明與科技的十三歲男孩，理想主義者。為身為發明家家族一員感到驕傲，並為了家族受到侮辱而感到憤怒，從爭奪「蒸氣球」而引發的一連串事件中學會從不同的角度思考對待科學的態度，並為了自己的價值觀而加入爭奪。
絲卡蕾特·歐哈拉·聖瓊斯（Scarlett O'Hara-St. Jones、スカーレット・オハラ・セントジョーンズ，聲：小西真奈美；台灣：馮美麗）
歐哈拉財團董事長的孫女，14歲，由於在富裕的環境長大，對於世界正在發生的變化與男主角有截然不同的看法，任性的認為“我希望這樣”，便一定要完成自己的願望，個性直率而略驕縱。
詹姆斯·洛伊德·史提姆（James Lloyd Steam、ジェームス・ロイド・スチム，聲：中村嘉葎雄；台灣：官志宏）
雷的祖父，65歲，參與了蒸汽球要塞的設計，並使用在冰島發現的特殊液體作為動力源開發出蒸汽球。與兒子愛德華對於科學的觀點存在分歧，試圖阻止歐哈拉基金會的陰謀。
詹姆斯·愛德華（艾迪）·史提姆（James Edward（Eddy）Steam、ジェームス（エディ）・エドワード・スチム，聲：津嘉山正種；台灣：陳幼文）
雷的父親，45歲，參與了蒸汽城的設計與規劃，在蒸汽球的開發中，右臂和右眼附近曾受重傷，於電影中再次出場時，一部分的器官已機械化。透過歐哈拉集團研發具有強大威力的蒸氣科學應用。
羅伯特·史蒂芬生（Robert Stephenson、ロバート・スチーブンスン，聲：兒玉清）
喬治史蒂文森的兒子，發明家，被稱為「鐵路之父」。電影中，他擁有英國政府的支持，負責武器開發。與詹姆斯·愛德華一直進行武器較勁。
大衛（David、デイビッド，聲：澤村一樹）
25歲。羅伯特·史蒂芬生的助理，認同愛德華的劃時代發明，並意識到羅伯特正在走失勢，想利用雷和蒸汽球。
阿奇博德·賽門（Archibald Simon、アーチボルド・サイモン，聲：齋藤曉）
集團主席，46歲，嘗試通過世界博覽會的機會向各國的軍事顧問出售武器。
阿弗瑞德·史密斯（Alfred Smith、アルフレッド・スミス，聲：寺島進）
傑森（Jason、ジェイソン，聲：稻田徹）
雷的母親（Ray's Mother、レイの母親，聲：相澤惠子；台灣：馮美麗）
艾瑪（Emma、エマ，聲：小林沙苗；台灣：陶敏嫻）
湯瑪斯（Thomas、トーマス，聲：日比愛子；台灣：馮美麗）
維多利亞女王（Queen Victoria、ヴィクトリア女王，聲：森ひろ子）
英國海軍元帥（聲：阪脩）

## 趣聞
- 女主角的名字和小說《飄》女主角郝思嘉「史嘉麗·歐哈拉」（Scarlett O'Hara）的名字雷同。
- 導演大友克洋於DVD附錄中稱，電影的原點來自於手塚治蟲的原子小金剛(鉄腕アトム, Atom)，片名也致敬了原子小金剛的海外輸出名(Astroboy)。
- 負責配樂的Steve Jablonsky為當時知名新秀，曾協助珍珠港、德州電鋸殺人狂等電影配樂[1]。
- 在電影開始時，雷穿越了曼徹斯特市，其中有幾秒鐘的畫面可以看到卡爾·馬克思和弗里德里希·恩格斯在街上一起說話（馬克思個子較小，白髮並蓄鬍；恩格斯稍高一些並留著小鬍子)。這部電影設定的時間中，該兩位名人都住在英國[2]。

## 製作名單[3]
原創，編劇，導演 - 大友克洋
編劇 - 村井貞之
總繪圖總監 - 外丸達也
機甲效果繪圖總監 - 橋本敬史
繪畫總監 - 入江篤、松田勝己、栗田務、清水保行、江口寿志
藝術總監 - 木村真二
CGI總監 - 安藤裕章
導演 - 高木真司
技術總監 -松見真一
數位複合材料 -  佐藤光洋
剪輯- 瀬山武司
音樂 - 史蒂夫. 賈布隆斯基(Steve Jablonsky)
音效製作 - 百瀬慶一
執行製片人 - 渡辺繁
製片人 - 小森伸二、富岡秀行
動畫製作 - 日昇動畫
製作 - STEAMBOY製作委員會
發行 - 東寶公司

## 票房
《蒸氣男孩》在爛番茄平台得到59%的新鮮度與68%的正面評價，並在IMDB拿到6.9/10的分數，並在Google user中拿到9.1/10的分數，整體正面評價居多，正面評價主要在討論大友克洋對於分鏡、畫面、配樂上的緊湊與視覺感，負面評價則集中在討論劇本過於老套，背景設定不夠具有真實感等。電影於全球僅拿下1.89億美元的票房，低於原先製作方的期待。

## 外部連結
- Steamboy official site （页面存档备份，存于）
- Steamboy official MySpace （页面存档备份，存于）
- 蒸汽男孩在動畫新聞網的百科全书中的资料
- 互联网电影数据库（IMDb）上《蒸汽男孩》的资料（英文）
- 豆瓣电影上《蒸汽男孩》的資料 （简体中文）
- 爛番茄上《蒸汽男孩》的資料（英文）
- Box Office Mojo上《蒸汽男孩》的資料（英文）